# Lex Burgundionum
A Lex Burgundionum (latim para Leis Burgúndias, também chamada de Lex Gundobada) refere-se ao código legal dos Burgúndios, provavelmente emitido pelo rei Gundebaldo. É influenciada pelo Direito romano e trata de leis domésticas sobre casamento e herança, bem como regula veregildo e outras penalidades. A interação entre Burgúndios é tratada separadamente da interação entre Burgúndios e galo-romanos. O mais antigo dos 14 manuscritos sobreviventes do texto data do século IX, mas a instituição do código é atribuída ao rei Gundebaldo (morreu em 516), com possível revisão por seu sucessor Sigismundo (morreu em 523). A Lex Romana Burgundionum é um código separado, contendo várias leis retiradas de fontes romanas, provavelmente destinado a se aplicar aos súditos galo-romanos dos Burgúndios. A cópia mais antiga desse texto data do século VII.

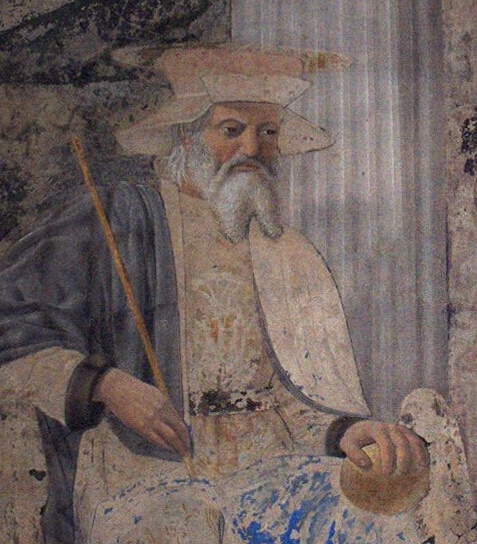
Retrato do Santo-Rei Sigismundo da Borgonha.

O código da Lex Burgundionum foi compilado pelo Gundebaldo (474-516). Alguns additamenta foram posteriormente introduzidos, seja pelo próprio Gundebaldo ou por seu filho Sigismundo. Esta lei traz o título de Liber Constitutionum, indicando que emanou do rei; também é conhecida como Lex Gundobada ou Lex Gombata. Foi utilizada para casos entre Burgúndios e também aplicável a casos entre Burgúndios e Romanos. Porém, para casos entre Romanos, Gundebaldo compilou a Lex Romana Burgundionum, às vezes chamada, devido a uma má leitura do manuscrito, de Liber Papiani ou simplesmente Papianus.

## Antecedentes
O reino Burgúndio é um dos primeiros reinos germânicos que existiram dentro do Império Romano. No final do século V e início do século VI, os reis burgúndios Gundebaldo e Sigismundo compilaram e codificaram leis para governar os membros de sua tribo bárbara, bem como os romanos que viviam entre eles. Essas leis que regiam os próprios Burgúndios são chamadas coletivamente de Lex Burgundionum, enquanto as leis que regiam os romanos são conhecidas coletivamente como Lex Romana Burgundionum. Ambas sobreviveram. As leis codificadas no Código Burgúndio refletem a fusão mais antiga da cultura tribal germânica com o sistema de governo romano. Promoveu e ajudou a manter relações harmoniosas entre povos tão diferentes, que antes eram inimigos. Poucos estudos foram dedicados a outros aspectos das tribos germânicas dessa época, e pouco se sabe sobre a cultura e o modo de vida dos Burgúndios além do que pode ser inferido de seu código legal. Katherine Fischer Drew afirma que é o mais influente de todos os códigos de leis bárbaros devido à sua sobrevivência, mesmo após a conquista franca, até o século IX.
Os romanos consistentemente se aliavam a certos grupos bárbaros fora do Império, opondo-os a tribos rivais como parte da política de dividir para conquistar, e esses aliados bárbaros eram conhecidos como federados. Às vezes, esses grupos recebiam permissão para viver dentro do Império. Os bárbaros também podiam ser assentados dentro do Império como deditícios ou letos. Os romanos podiam, dali em diante, contar com esses grupos para apoio militar ou mesmo como recrutas das legiões. Um desses grupos eram os Burgúndios, convidados pelo imperador romano Honório, em 406, a entrar no Império Romano como federados com capital em Worms. Os Burgúndios logo foram derrotados pelos hunos, mas novamente receberam terras perto do Lago de Genebra para que Gundioco (r. 443-474) estabelecesse um segundo reino federado dentro do Império Romano em 443. Essa aliança era um acordo contratual entre os dois povos. O povo de Gundioc recebeu um terço dos escravos romanos e dois terços das terras dentro do território romano. Aos Burgúndios foi permitido estabelecer um reino federado independente dentro do Império e receberam a proteção nominal de Roma em troca de sua concordância em defender seus territórios de outros povos externos. Esse relacionamento contratual entre os hóspedes, Burgúndios, e os anfitriões, Romanos, supostamente proporcionava igualdade legal e social. No entanto, Drew argumenta que os direitos de propriedade e o status social dos hóspedes podem ter dado a eles uma vantagem desproporcional sobre seus anfitriões. Mais recentemente, Henry Sumner Maine argumenta que os Burgúndios exerciam "soberania de tribo" em vez de total soberania territorial.
O filho de Gundioc, Gundebaldo (r. 474-516), iniciou a comissão para a codificação legal de seu reino em 483, concluída por seu filho e sucessor, Sigismundo (r. 516-532). As leis tratam principalmente de herança e compensação monetária por lesões físicas. O trabalho anterior, antiquae, e as adições posteriores, novellae, juntas compõem todo o Código Burgúndio. Os francos começaram a atacar os Burgúndios em 523 e os derrotaram completamente em 534, quando o irmão de Sigismundo, Godomar (r. 532-534), fugiu e deixou o reino a ser dividido entre governantes francos. No entanto, os francos mantiveram a lei burgúndia em prática.

## Conteúdo daLex
O Código Burgúndio consiste em dois conjuntos de leis, o primeiro chamado de Livro de Constituições ou Lei de Gundebaldo, ou Liber Constitutionum sive Lex Gundobada, e as Promulgações Adicionais, ou Constitutiones Extravagantes. As leis de ambas as partes destinam-se a reger as relações pessoais entre indivíduos. A Lei de Gundebaldo (Títulos II-XLI) é uma compilação de leis consuetudinárias existentes. Essas leis são principalmente uma codificação de costumes que eram aceitos como lei em toda a tribo pela prática comum. Drew descreve o trabalho de Gundebaldo como "um registro dos costumes de seu povo emitido com o consentimento do povo". As adições posteriores (Títulos LXXXVIII-CV e Constitutiones Extravagantes), que se acredita terem sido emitidas principalmente por Sigismundo, são mais retóricas. Elas começam com princípios jurídicos gerais e ditam, a partir do julgamento do rei, como uma disputa pode ser resolvida.
É nesse conflito entre lei consuetudinária e lei estatutária que se vê a mistura de leis burgúndias e romanas. A influência romana é evidente no próprio ato de escrever a lei consuetudinária germânica. De acordo com Edward Peters, em seu prefácio à tradução de Drew do Código Burgúndio, os ideais romanos triunfaram quando o rei Gundebaldo começou a organizar os costumes de seu povo para codificação. A ação singular de Gundebaldo ao codificar leis também pode ser vista como uma grande mudança na cultura germânica, refletindo o surgimento do rei como supremo juiz e legislador. Os Burgúndios já tinham tradições e leis para arbitrar disputas entre seu povo, mas os romanos trouxeram consigo a estrutura organizacional para um governo mais centralizado.
Um grande número de leis trata especificamente de compensação monetária no estilo germânico por danos físicos intencionais de uns contra os outros. Multas punitivas, em vez de mais danos físicos ou pena capital, eram usadas para regular ferimentos físicos e impedir vinganças de sangue entre dois membros de um mesmo grupo de parentesco tribal. Juntamente com pagamentos em dinheiro como compensação por ferimentos, o Código Burgúndio também incorpora o veregildo, outra instituição germânica. Drew define veregildo como "a soma pela qual um homem era avaliado e cujo pagamento podia compensar sua morte". O veregildo da classe superior de homens livres valia 300 soldos, o da classe inferior valia 200 soldos, e o da classe mais baixa de homens livres valia 150 soldos. Drew acredita que a família era a instituição social mais importante nas tribos germânicas.
Além disso, suas leis de herança baseavam-se no costume germânico. A terra era transmitida por meio de uma lei estrita de sucessão familiar, o que difere muito das leis romanas sobre propriedade, que permitiam a aquisição de propriedade por outras formas que não a herança, como compra e venda ou sucessão testamentária. Entre outras características, uma viúva tinha direito a usufruir por toda a vida de um terço das terras de seu marido: isso pode ter sido o protótipo da instituição análoga ao dote no início do direito inglês.
Se um homem prometesse casamento a uma jovem e os pais dela depois recusassem, eles seriam obrigados a devolver o preço da noiva multiplicado por quatro. Mas se ela se recusasse por sua própria vontade, ou se o casamento não fosse celebrado dentro de dois anos, ela poderia ficar noiva de outro sem penalidade. Se o homem rompesse o noivado, ele não receberia reembolso. (§27)
As leis dos Burgúndios mostram fortes traços de influência romana. Ela reconhece o testamento e atribui grande importância a escrituras escritas, mas, por outro lado, sanciona o duelo judicial e o uso de cojuratores (testemunhas juramentadas). O protesto veemente feito no século IX por Agobardo, bispo de Lyon, contra a Lex Gundobada mostra que ainda era usada naquele período. Tão tarde quanto no século X e até mesmo no século XI, encontramos a lei dos Burgúndios invocada como lei pessoal em documentos de Cluny, mas, sem dúvida, essas passagens se referem a acréscimos de costumes locais, em vez de parágrafos reais do antigo código.